# Märta Berendes
Märta Berendes, född 1639 på Hedensö i Södermanland, död 1717 i Stockholm, var en svensk friherrinna, hovdam och författare.

## Biografi
Märta Berendes var dotter till ståthållaren Johan Berendes och Ingeborg Kurck. Märta Berendes gifte sig 1656 med sin farbrors svåger assessorn friherre Johan Sparre till Bohnerö och Walstanäs (d. 1659) och 1662 med riksrådet friherre Gustaf Posse af Hedensund till Arnäs (1626–1676).

### Hovkarriär
Märta Berendes var hovfröken till drottning Kristina 1652–1654 och hos Hedvig Eleonora 1654–1656. Hon hade kontakter vid hovet: hennes moster Kerstin Kurck (1617-1688) hade i många år varit hovfröken hos drottning Kristina och dennas make var hovman.
Hon var hovmästarinna hos änkedrottning Hedvig Eleonora 1687–1715, och även hovmästarinna för de svenska prinsessornas hovstat 1694–1717. Efter drottningens död 1693 blev hon hovets högst rankade hovmästarinna i egenskap av hovmästarinna vid änkedrottningens hov, och efter att hon året därpå även blivit hovmästarinna vid prinsessornas hov, fungerade hon mellan 1694 och 1717 som hela den gemensamma svenska hovstatens höverhovmästarinna. År 1700 motsvarade därför hennes dubbla löner en svensk generals.
Genom sin position kunde hon göra två söner till kammarherrar och tre döttrar till hovfröknar: en av hennes döttrar, Hedvig Catharina Posse, avancerade från hovfröken till kammarfröken och var fortfarande i tjänst vid moderns död. Karl XII kallade familjärt Märta Berendes för Gamla Moster. 
År 1709 tillhörde hon, tillsammans med Christina Piper, Beata Sparre, Arvid Horn och öfverhofpredikanten domprost Molin, det hovparti som ledda av Carl Gyllenstierna medverkade till att få Hedvig Eleonoras impopulära gunstlig Anna Catharina von Bärfelt avlägsnad från hovet.

## Författarskap
Berendes författade en dagbok skriven mellan 1676 och 1698. Dagboken och självbiografin, som är skriven i hennes bönbok, har blivit utgiven och föremål för forskning.